# Diphasia
Diphasia é um género botânico pertencente à família Rutaceae.